# Hypodryas iduna
Hypodryas iduna is een vlinder uit de familie Nymphalidae. De wetenschappelijke naam van de soort is voor het eerst geldig gepubliceerd in 1816 door Johan Wilhelm Dalman.